# Галоклин
Галоклин — шар води, в якому солоність швидко змінюється з глибиною (іншими словами, є великий вертикальний градієнт солоності). Один із видів хемокліна. Через те, що солоність впливає на густину морської води, галоклін може відігравати певну роль у її вертикальній стратифікації (розшаруванні). Підвищення солоності на 1 кг/м3 призводить до збільшення густини морської води приблизно на 0,7 кг/м3.
У середніх широтах поверхневі води тепліші за глибинні. Завдяки цьому у них менша густина, що запобігає змішуванню шарів води. Але перевищення випаровування над опадами призводить до того, що поверхневі води стають більш солоними, і їх густина росте. Якщо солоність стає достатньо великою, ці води занурюються вглиб. При цьому може спостерігатися явище, назване ««сольові пальці»». Таким чином, у цих регіонах розшарованість води підтримується градієнтом температури, а вплив солоності може, навпаки, сприяти перемішуванню шарів.
У більш високоширотних водоймах (таких як Північний Льодовитий океан, Берингове море і Південний океан) поверхневі води можуть бути, навпаки, холоднішими за глибинні. Тоді розшарованість води стабілізується тільки ростом солоності з глибиною, і галоклін ізолює поверхневі води від глибинних. Це сприяє появі льоду, а також обмеженню виходу вуглекислого газу в атмосферу. Галоклін також добре виражений у фіордах та естуаріях, де вода погано перемішується і прісна вода з материка розтікається поверхнею океану.

## Опис

Графік залежності температури й солоності від глибини в Північному Льодовитому океані (, 1 січня 2010.

На графіку можна розрізнити три шари:
- Близько 50 м води низької солоності, що «плаває» на поверхні океану. Її температура складає −1,8°С, що дуже близько до точки замерзання. Цей шар блокує нагрівання крижаного щита більш теплими глибинними водами, сприяючи його наростанню.
- Близько 150 м швидкого зростання солоності (й температури) з глибиною. Це і є галоклін.
- Глибокий шар із майже сталою солоністю і повільним зниженням температури.[3]

Галоклін легко можна відтворити і спостерігати у склянці або іншій прозорій посудині. Якщо прісну воду повільно налити зверху на деяку кількість солоної, запобігаючи перемішуванню (наприклад, використовуючи ложку, утримувану горизонтально на рівні води), то галоклін буде видно оком. Це відбувається завдяки тому, що у солоної та прісної води різний показник заломлення.
Галоклін не треба плутати з термокліном — шаром води, в якому різко змінюється температура.
Галокліни поширені в заповнених водою печерах поряд з океаном. Легша прісна вода із землі утворює шар над солоною водою з океану. Для підводних спелеологів це може викликати оптичну ілюзію повітряного простору в печерах. Пропливання крізь галоклін призводить до збурення та перемішування шарів води.

## Типишарів стрибкавластивостей води
- Термоклин — шар стрибка температури,
- Хемоклин — шар стрибка хімічного складу,
- Пікноклін — шар стрибка густини.